# Příroda vojenského újezdu Libavá

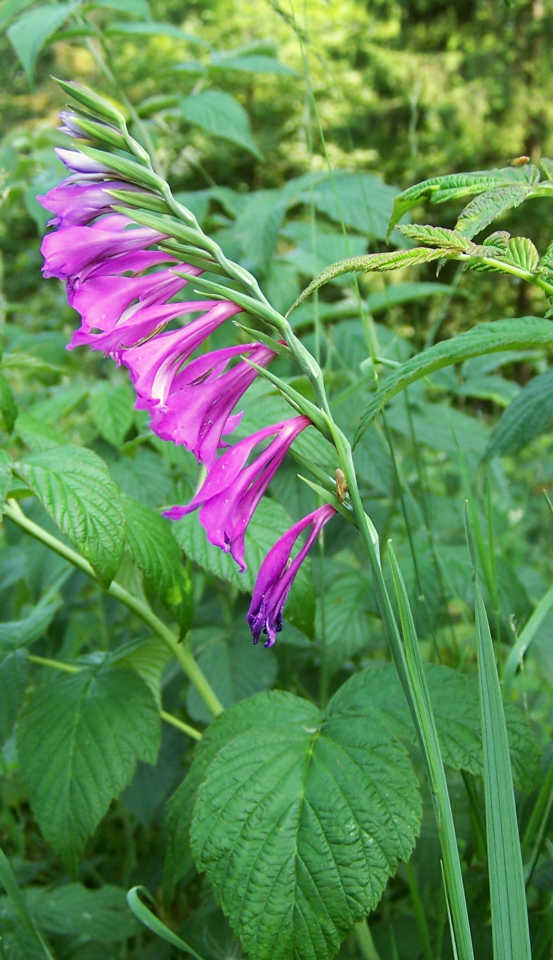
Mečík střechovitý

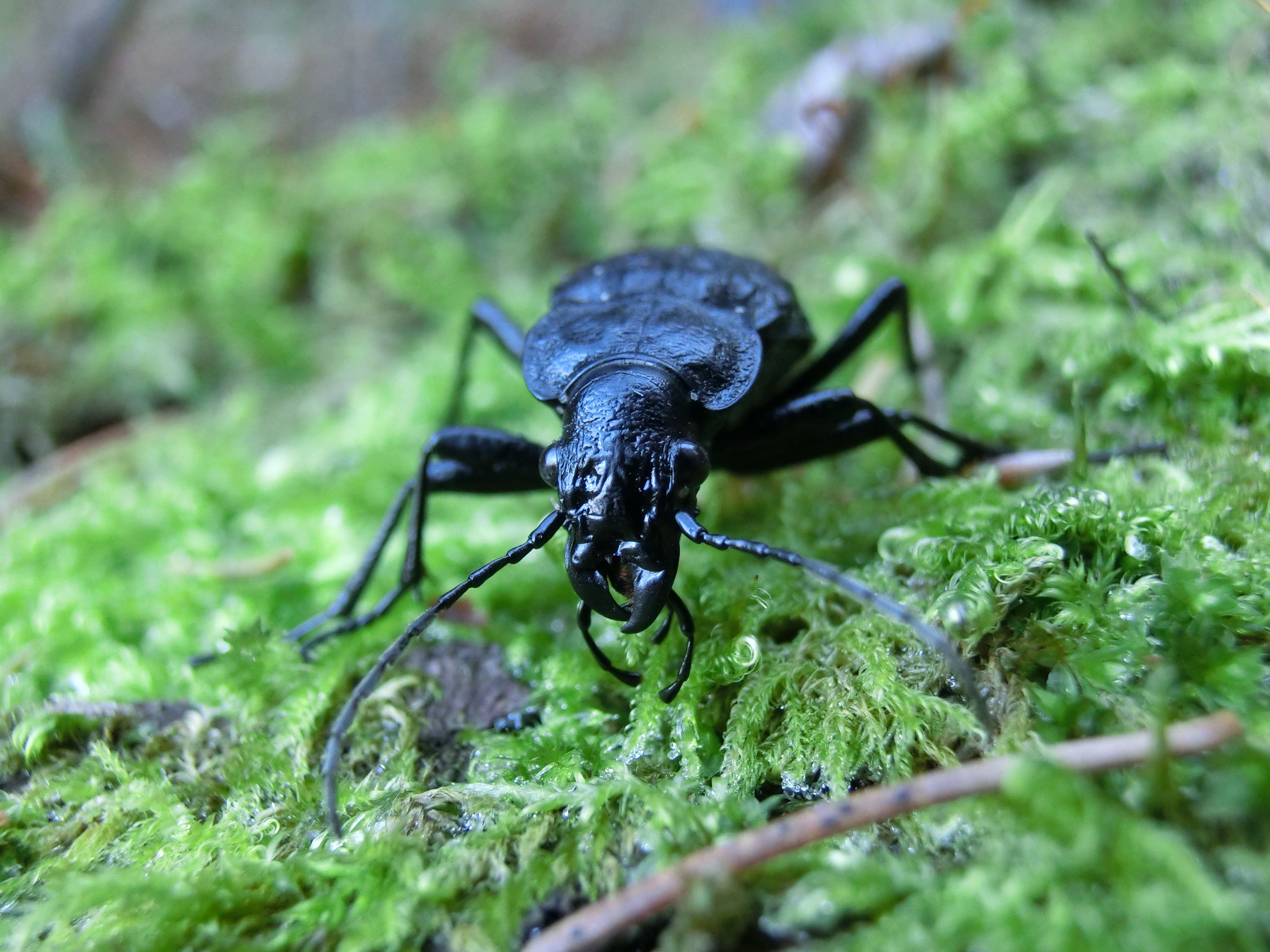
Střevlík hrbolatý

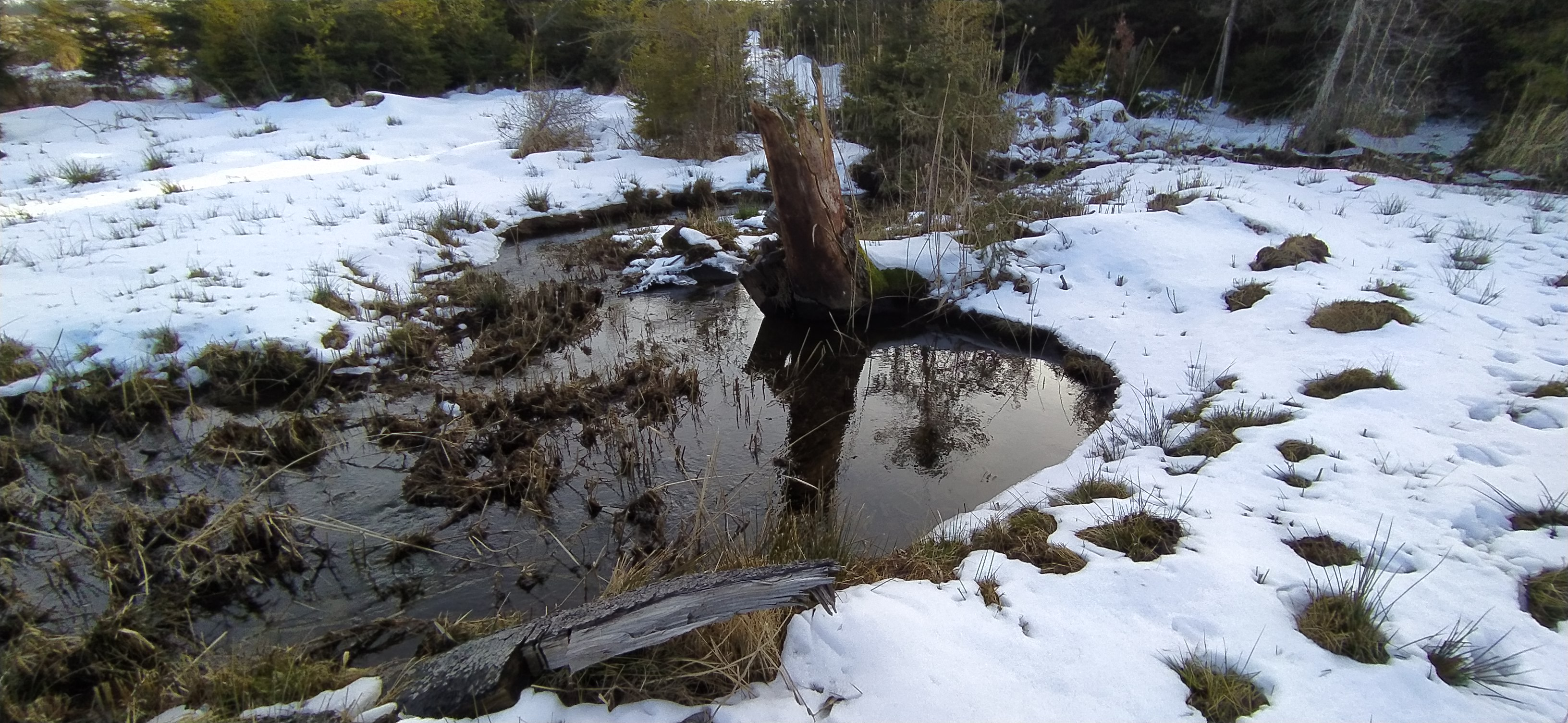
Smolenská luka pod dolním rybníkem

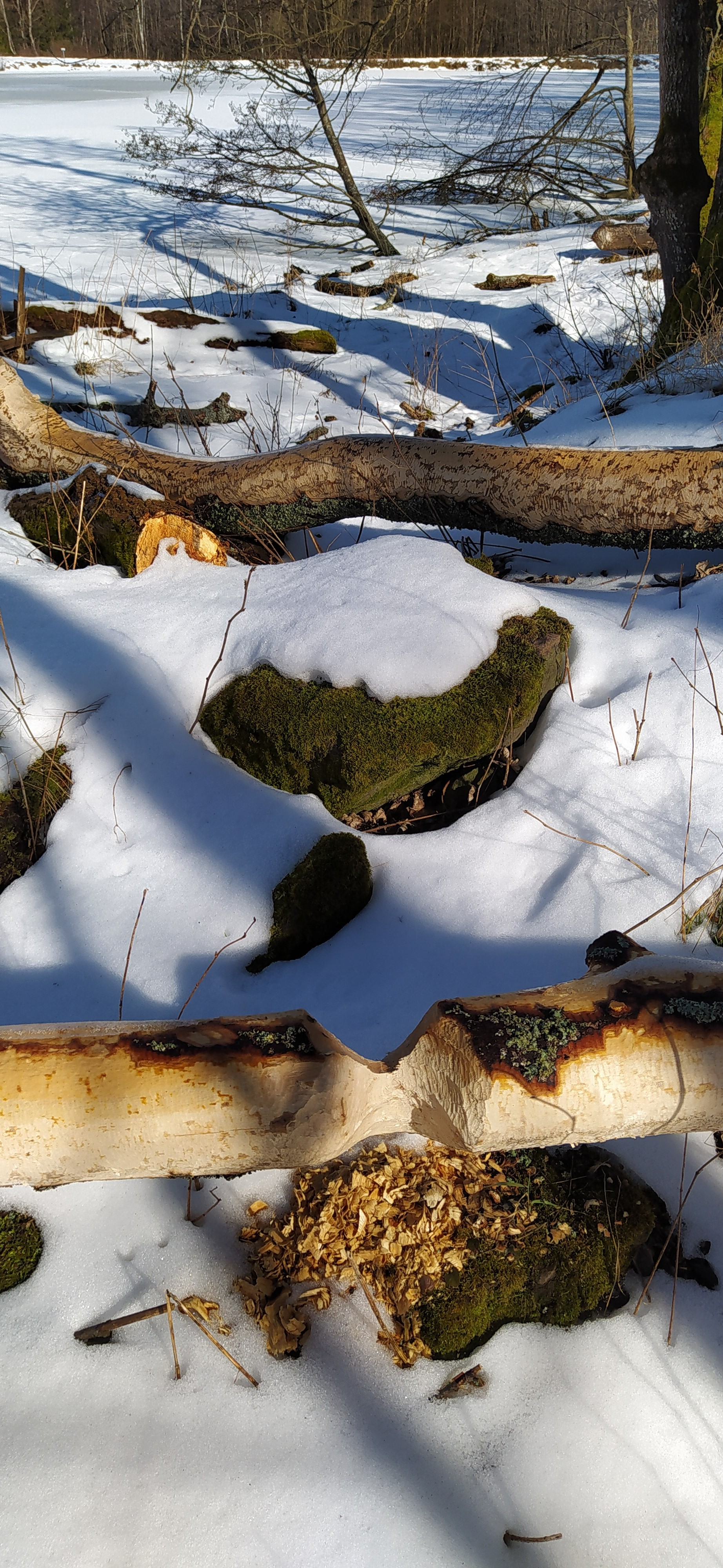
Doklad činnosti bobra evropského - Hermesův Mlýn, Plazský potok

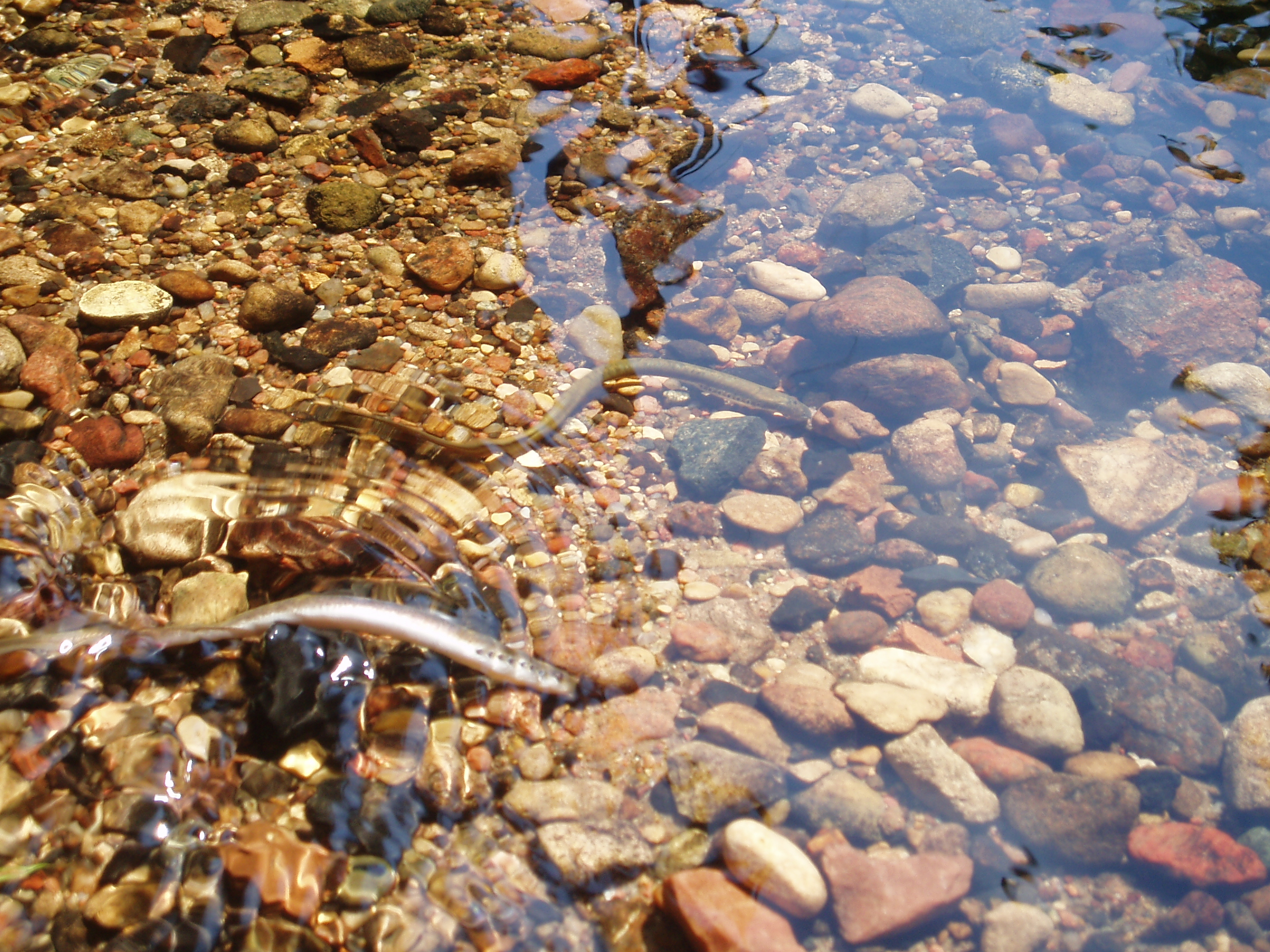
Mihule potoční

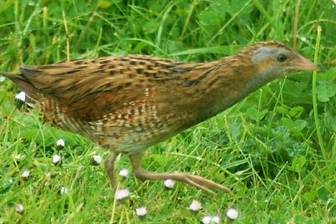
Chřástal polní

Příroda Vojenského újezdu Libavá je v současnosti cíleně ochraňovaná a vyvíjí se v souladu s legislativou Ministerstva životního prostředí České republiky. To je velký posun v transformaci prováděné od r. 1989. Celý vojenský újezd je z ekologického hlediska velice stabilní území s minimálním poškozením přírody a krajiny. Kvalitě přírodních ekosystémů pomáhá také minimální přítomnost lidí. Vyskytují se zde také velké šelmy (rys a vlk). 

## Seznam některých chráněných lokalit a projektů ochrany
- Natura 2000 - soustava chráněných území členských států Evropské unie. Ochrana vzácných druhů živočichů, rostlin a přírodních stanovišť. Ve vojenském újezdu Libavá se vyskytují:

1. Evropsky významná lokalita Libavá –  (rozloha 11376,10 ha). Představuje území Oderských vrchů a části Nízkého Jeseníku (přibližně ohraničené obcemi Město Libavá, Hrubá voda, Hlubočky, Velký Újezd, Loučka, Podhoří, Boškov  a severní hranici vojenského újezdu až k přehradě Barnovská. Je to rozsáhlé území zahrnující zalesněné západní a jihozápadní svahy Oderských vrchů, zalesněnou vrcholovou část Oderských vrchů a bezlesí náhorní plošiny s nivou řeky Odry. Na utváření charakteru území se výrazně podílejí vodní toky, které svou erozivní činností vytvořily hluboce zaříznutá údolí.[1]
2. Ptačí oblast Libavá  (rozloha 32727,52 ha) – Ornitologicky velmi cenné území. V ptačí oblasti Libavá byl prokázán výskyt 165 ptačích druhů, z toho 103 hnízdících. Z ornitologického hlediska patří tato oblast k nejméně prozkoumaným oblastem v rámci České republiky.

- Smolenská luka (rozloha 12,59 ha) –  přírodní rezervace ev. č. 1639 na Smolenském potoku, poblíž Zeleného kříže a pod vrcholem Smolná. Zvláště významné chráněné mokřadní společenstvo.
- Území s výskytem zvláště chráněných druhů rostlin a živočichů:

1. Niva Odry (vymezená soutokem Odry a Plazského potoka až po hranici vojenského újezdu pod přehradou Barnovská.
2. U Hrabačky (komplex mokřadních lučních ekosystémů pravého přítoku Odry v prostoru zvaném „V zahradách“ ve skupině Křížového vrchu)
3. Plazský potok
4. Jasanový hřbet
5. Lesy povodí potoků Loučka a Jezernice
6. Rašeliniště Radeška
7. Louky Pod Strážiskem

## Seznam vzácných živočichů ve vojenském újezdu

### Kriticky ohrožené druhy
- rak říční (Astacus fluviatilis)

- jasoň dymnivkový (Parnassius mnemosine)

- mihule potoční (Lampetra planeri)
- čolek velký (Triturus cristatus)
- čolek karpatský (Triturus montandoni)
- zmije obecná (Vipera berus)
- luňák hnědý (Milvus milvus)
- luňák červený (Milvus migrant)
- orel mořský (Haliaaetus albicilla)
- orlovec říční (Pandion haliaetus)
- orel křiklavý (aquila pomarina)
- orel skalní (Aquila chrysaetos)
- poštolka rudonohá (Falco vespertinus)
- raroh velký (Falco cherrug Gray)
- sokol stěhovavý (Falco peregrinus)
- jeřáb popelavý (Grus grus)
- koliha velká (Numenuis arquata)
- puštík bělavý (Strix uralensis)
- strnad luční (Miliarda calandra)
- bobr evropský (Castor fiber)
- vrápenec malý (hinolophus hipposideros)[2]

### Silně ohrožené druhy
- mlok skvrnitý (Salamandra salamandra)
- čolek horský (Triturus alpestris)
- rosnička zelená (Hyla arborea)
- skokan štíhlý (Rana dalmatina)
- ještěrka obecná (Acerta agilis)
- ještěrka živorodá (Zootoca vivipara)
- volavka bílá (Egretta alba)
- čáp černý (Ciconia nigra)
- chřástal polní (Crex crex)
- tetřívek obecný (Lyrurus tetrix)
- netopýr černý (Barbastella barbastellus)
- netopýr velký (Myotis myotis)[2]

### Ohrožené druhy
- rak bahenní (Astacus leptodactylus)
- svižník polní (Cicindela campestris)
- batolec (Apatura iris,  Apatura ilia)
- otakárek fenyklový (Papilio machalon)
- střevle potoční (Phoxinus phoxinus)
- vranka obecná (Otus gobio)
- vranka pruhoploutvá (Citrus poecilopus)
- kuňka žlutobřichá (Bombina variegata)
- ropucha obecná (Bufo bufo)
- ropucha zelená (Bufo viridis)
- užovka obojková (Natrix natrix)
- jestřáb lesní (Accipiter gentilis)
- brkoslav severní (Bombycilla garrulus)
- moudivláček lužní (Remiz pendulinus)
- netopýr brvitý (Myotis emarginatus)[2]

## Vzácné rostliny a houby a hmyz ve vojenském újezdu
Ve vojenském újezdu Libavá se vyskytuje také mnoho vzácných rostlin, hub a hmyzu. Např. mečík střechovitý (Gladiolus imbricatus) či střevlík hrbolatý (Carabus variolosus).

## Problémy
- Kůrovcová kalamita - Podobně jako v jiných smrkových oblastech v Evropě, kůrovcová kalamita se nevyhnula ani Vojenskému újezdu Libavá. V důsledku vhodných podmínek se brouci z podčeledi kůrovci (Scolitinae) přemnožili, což má velký podíl na úbytku zdravých smrkových porostů. Na Libavsku se tento problém řeší především kácením a rychlým zpracováním napadených smrků. Příčin kůrovcové kalamity je zřejmě několik:

1. Nevhodná skladba lesa - dřívější vysazování smrkových monokultur, klimatické změny.
2. Klimatické změny - dlouhodobější sucho.
3. Chyby v procesu transformace a managementu celého lesního hospodářství ČR po roce 1989.
4. Přemnožení v sousedních lokalitách.

- Invazivní druhy (např. křídlatka japonská)
- Neukáznění návštěvníci - např. chodci a řidiči terénních čtyřkolek, kteří vstupují bez povolení do vojenského újezdu.[3]
- Vyrovnávání se s dřívější zátěží vyvolanou přítomností sovětských vojsk a československé armády.

## Další informace
Obvykle jedenkrát ročně je vojenský újezd Libavá přístupný veřejnosti v rámci cyklo-turistické akce Bílý kámen.